# Anita Wardell
Anita Wardell (* 23. August 1961 in Guildford) ist eine britische Jazzsängerin. 

## Leben und Wirken
Wardell, die seit 1973 in Australien aufwuchs, studierte Jazz auf der Adelaide University. Sie trat in Adelaide und Sydney auf und wurde Mitglied der Vokalgruppe Adelaide Connection, mit der sie zwei Alben einspielte. 1989 zog sie nach London, wo sie an der Guildhall School of Music studierte und Alben mit Liam Noble (Why Do Yo Cry, 1995) und Emil Viklický einspielte; 1998 folgte das Album Straight Ahead mit Jason Rebello. Beim JazzFest Berlin im selben Jahr trat sie mit Norma Winstone, Kenny Wheeler und John Taylor auf. In den nächsten Jahren legte sie weitere Alben mit eigener Band vor, arbeitete aber auch mit Michael Garrick.
Wardell unterrichtet Jazzimprovisation und leitet regelmäßig Meisterkurse und Kurse, etwa an der Guildhall School of Music, dem Trinity College of Music, dem Leeds College, Colchester Institute, der Brunel University und der Adelaide University. Sie wurde 2024 bei den Parliamentary Jazz Awards mit dem „APPJAG Special Award“ ausgezeichnet.

## Diskographische Hinweise
- Until the Stars Fade (mit Robin Aspland, Jeremy Brown, Gene Calderazzo und Mark Taylor, 2001)
- Noted ((mit Robin Aspland, Jeremy Brown, Steve Brown, Alex Garnett, 2006) ausgezeichnet mit dem BBC Jazz Award)

## Lexigraphische Einträge
- Ian Carr, Digby Fairweather, Brian Priestley: The Rough Guide to Jazz. London: Rough Guide 2004, ISBN 978-1843532569.